# 712 a.C.

Mapa do Egito, 1070 -

## Eventos
- 17a olimpíada: Polo de Epidauro, vencedor do estádio.[1]
- Xabaca, da XXV dinastia egípcia (dinastia cuxita), conquista o Egito.[2][3] Esta dinastia iniciou a conquista do Egito com Cáchita (770 - 750 a.C.), e continuou com Piiê (750 - 712 a.C.), que governou a partir de Napata, na Núbia.[3] Os reis núbios governam o Egito até 664 a.C., quando este é conquistado pelos assírios.[2]

## Mortes
- Piiê, rei da Núbia e governador do Egito até Mênfis (n. 750 a.C.). Ele foi sucedido por seu irmão Xabaca.[3]
- Bócoris, faraó da XXIV dinastia egípcia, morto em batalha contra Xabaca.[3]